# Cuatro Caminos, Mazatán
Cuatro Caminos är en ort i Mexiko.   Den ligger i kommunen Mazatán och delstaten Chiapas, i den sydöstra delen av landet, 900 km sydost om huvudstaden Mexico City. Cuatro Caminos ligger 23 meter över havet och antalet invånare är 567.
Terrängen runt Cuatro Caminos är platt. Runt Cuatro Caminos är det tätbefolkat, med 266 invånare per kvadratkilometer. Närmaste större samhälle är Tapachula, 17,0 km öster om Cuatro Caminos. Omgivningarna runt Cuatro Caminos är en mosaik av jordbruksmark och naturlig växtlighet.